# Wojciech Czakon
Wojciech Czakon (ur. 1975) – polski badacz strategii organizacji, profesor nauk ekonomicznych, reprezentuje nauki o zarządzaniu i jakości. Specjalizuje się w indywidualnych (postrzeganie, zaufanie, krótkowzroczność), organizacyjnych (koopetycja, tożsamość organizacji, wiedza) i międzyorganizacyjnych (sieci, ekosystemy) uwarunkowaniach decyzji strategicznych oraz metodologii nauk.

## Życiorys
Studia ukończył na Wydziale Zarządzania Akademii Ekonomicznej im. Karola Adamieckiego w Katowicach (1998). W 2002 r. uzyskał stopień doktora nauk ekonomicznych w zakresie zarządzania na podstawie pracy „Efektywność łańcucha wartości w przedsiębiorstwach wybranych sektorów” (promotor: Krystyna Lisiecka). Habilitację uzyskał w 2007 r. na podstawie monografii „Dynamika więzi międzyorganizacyjnych przedsiębiorstwa”. W 2013 r. uzyskał tytuł profesora nauk ekonomicznych.

W latach 2002-2017 pracował na Uniwersytecie Ekonomicznym w Katowicach jako adiunkt, profesor nadzwyczajny, profesor zwyczajny. Twórca Katedry Teorii Zarządzania na tej uczelni. Od roku 2017 pracuje na Uniwersytecie Jagiellońskim w Krakowie, gdzie stworzył Katedrę Zarządzania Strategicznego. Jednocześnie od 2010 r. pracuje na Wydziale chorzowskim Uniwersytetu WSB Merito. Organizator wielu konferencji międzynarodowych w zakresie koopetycji (EIASM 2012, 2014), badań nad więziami międzyorganizacyjnymi (NORDIC Workshop on Interorganizational Research), firm rodzinnych (IFERA 2023) oraz Letniej Szkoły Zarządzania (2018). Był wiceprezydentem European Academy of Management (2015-2017). Członek Komitetu Nauk Organizacji i Zarządzania PAN, obecnie członek prezydium, a także Komitetu Naukoznawstwa PAN. Ponownie wybrany na członka Rady Doskonałości Naukowej (2023). 
Opublikował ponad 250 prac. Od 2023 wymieniany na liście top 2% most cited researchers Scopus/Stanford. Dydaktycznie specjalizuje się w zarządzaniu strategicznym, na II stopniu studiów oraz programach MBA uczelni polskich.

Otrzymał godność doktora honoris causa Uniwersytetu Ekonomicznego we Wrocławiu (2023). Jego osiągnięcia naukowe zostały nagrodzone m.in. przez Prezesa Rady Ministrów (2021), Ministra Edukacji i Nauki (2023), a także Rektorów wielu uczelni polskich. Odznaczony Krzyżem Kawalerskim Orderu Odrodzenia Polski za osiągnięcia naukowe (2023) i złotym krzyżem zasługi (2016).